# Assel
U geokronologiji, Assel predstavlja doba cisuralske epohe permskog perioda paleozojske ere fanerozoičkog eona koji se smješta u vrijeme od oko prije 299 milijuna i 294,6 milijuna godina. Asselsko doba je slijedilo gželsko doba pensilvanijske epohe permskog perioda i prethodilo sakmarskom dobu cisuralske epohe.

## Poveznice
- Geološka razdoblja